# Фрідріх III (герцог Гольштейн-Готторпу)
Фрідріх III (нім. Friedrich III.; 22 грудня 1597 — 10 серпня 1659) — 5-й герцог Гольштейн-Готторпський в 1616—1659 роках.

## Життєпис

### Молоді роки
Походив з династії Гольштейн-Готторпів. Старший син Йоганна Адольфа, героцга Гольштейна-Готторпу, та Августи Данської. Народився 1597 року в Готторпському замку. Виховувався в лютеранському дусі під орудою Якоба Фабриція. Крім того, здобув ґрунтовну освіту, опанував латину, давньогрецьку мову та іврит, кілька сучасних іноземних мов, також цікавився математикою та природничими науками.
1611 року висвячено на іподиякона. Деякий час в 1611 році брав участь в церковних службах при своєму стрийкові Йоганні Фрідріхі, архієпископі Бременському. У 1615—1616 роках здійснив подорож Європою разом з братом Адольфом. Зокрема, побував у Франції, де був присутній на весіллі короля Людовика XIII, деякий час навчався в Анжерській військовій школі.

### Герцогування
1616 році після смерті батька повернувся на батьківщину, де став новим герцогом. Він підтвердив права своїх братів — Йоганна і Адольфа як коад'ютерів єпископства Любекського і архієпископства Бременського відповідно. Втім під тиском Данії у 1621 році мусив відмовитися від прав брата Адольфа на Бременську єпархію, призначивши того нащадком іншого брата Йоганна.
Під впливом матері заборонив поширення при дворі кальвінізму, відновивши монополію лютеранства. Основні зусилля спочатку приділяв подоланню фінансової кризи, оскільки батько залишив великі борги, а значна частина земель опинилася закладеними. При цьому в умовах Тридцятирічної війни, що почалася, Фрідріх III мусив утримувати збільшену армію і залишатися союзником Данії (підтверджено союз 1623 року).
Втім вдалося поліпшити управління адміністративним апаратом, покращити фінанси завдяки залученню відповідних фахівців. Основу для відновлення економіки вбачав у розвитку торгівлі. Для цього 1620 року надав привілеї для голландських купців при умові створення в Гольштейні своєї факторії. 1621 року заснував порт-фортецю Фрідріхштадт, який розглядав в якості майбутнього центру морської торгівлі герцогства.
1626 року після поразки данського війська в битві біля Люттера від армії Йоганна Тіллі та вторгнення до Мекленбурга 1627 року Альбрехта Валленштейна, герцог Гоштейн-Готторпський вирішив замиритися з імператором. Тому запропонував для військ Тілі фортецю Фрідріхштадт. У відповідь данський король Кристіан IV окупував Гольштейн. Герцог Фрідріх III зумів повернути свої володіння лише після укладання Любекського миру в травні 1629 року. після цього намагався зберігати нейтралітет.
1630 року пошлюбив доньку саксонського курфюрста. Зосередився на відновленні господарства герцогства. Для цього став шукати короткий шлях до Персії, з якою планував розвинути торгівлю. Для цього 1633 року відправив до Московського царства посольство на чолі з Отто Брюггманом і Філіппом Крузеєм, яким вдалося домовитися про отримання шляху до перського міста Ісфаган. Але плани про встановлення торговельних відносин з Москвою не було реалізовано. 1637 року нове гольштейнське посольство прибуло до Персії. Втім через невдалі дії голови посольство Брюггмана та протидії Голландії перемовини в Ісфагані не мали результату.
1643 року шведські війська окупували Гольштейн. Фрідріх III підписав зі Швецією договір про нейтралітет, зобов'язавшись постачати харчування. 1644 року імперське військо сплюндрувало Гольштейн. 1645 року відновив союз із Швецією, яка підтримувала герцога у протистоянні з Данією. 1649 року за 201 тис. талерів продав округ Бармштедт Кристіану фон Рантцау, де той утворив графство Рантцау.
В 1654 році укладенням шлюбу своєї доньки зі шведським королем зміцнив зовнішньополітичне становище Гольштейн-Готторпського герцогства. 1657 року надав допомогу Швеції під час війни проти Данії. За Роскільським миром 1658 року в герцогстві Шлезвіг Гольштейн-Готторп звільнявся від сюзеренітету Данії, отримав амт (округ) Швабштедт і половину секуляризованої Шлезвізької єпархії. З відновленням війни того ж року війська Данії та Бранденбург окупували більшу частину герцогства. Фрідріх III опинився обложеним в замку Тьоннінг, де помер 1659 року. Йому спадкував син Крістіан Альбрехт.

## Меценатство
Був покровителем вчених і діячів мистецтва. При його дворі діяв географ Адам Олеаріус. Придворним живописцем був Юрген Овенс, учень Рембрандта, різьбярем — Ганс Гудеверт Молодший. Також за наказом герцога було створено чудову кунсткамеру, засновано сад Нойверк у Готторпському замку. В останньому також було зібрано чудову бібліотеку.
1652 року сприяв публікації опису Шлегвіга і Гольштейну з мапами. Того ж року здобув право заснувати імперський університет, проте смерть і процес відновлення герцогства завадили цьому, справу завершив його син.

## Родина
Дружина — Марія Єлизавета, донька Йоганна Георга I, курфюрста Саксонії.
Діти:
- Софія Августа (1630—1680) — була пошлюблена з Йоганном VI Асканієм, князем Ангальт-Цербстським
- Магдалена Сибілла (1631—1719) — була пошлюблена з Густавом Адольфом, герцогом Мекленбург-Гюстровським
- Йоганн Адольф (1632—1633)
- Марія Єлизавета (1634—1665) — одружена з ландграфом Гессен-Дармштадтським Людвігом VI
- Фрідріх (1635—1654)
- Ядвіга Елеонора (1636—1715) — була пошлюблена із королем Швеції Карлом Х Густавом
- Адольф Август (1 вересня—20 листопада 1637)
- Йоганн Георг (1638—1655) — вікарій у Любеку;
- Анна Доротея (1640—1713) — черниця;
- Кристіан Альбрехт (1641—1695) — герцог Гольштейн-Готторпу, одружений з Федерікою Амалією Данською
- Густав Ульріх (16 березня—23 жовтня 1642)
- Крістіна Сабіна (1643—1644)
- Август Фрідріх (1646—1705)  князь-єпископ Любека
- Адольф (24 серпня—27 грудня 1647)
- Єлизавета Софія (24 серпня—16 листопада 1647)
- Августа Марія (1649—1728) — одружена з Фрідріхом VII Магнусом, маркграфом Баден-Дурлаським